# Николчовци (Габровская область)
Николчовци (болг. Николчовци) — село в Болгарии. Находится в Габровской области, входит в общину Габрово. Население составляет 33 человека.

## Политическая ситуация
В местном кметстве Гергини, в состав которого входит село Николчовци, должность кмета (старосты) исполняет Румяна Русева Кушева (Граждане за европейское развитие Болгарии (ГЕРБ)) по результатам выборов.
Кмет (мэр) общины Габрово — Томислав Пейков Дончев (Граждане за европейское развитие Болгарии (ГЕРБ)) по результатам выборов.